# Duruelo
Duruelo est une commune de la province de Ségovie dans la communauté autonome de Castille-et-León en Espagne.
Ce village est célèbre dans les écrits de Thérèse d'Avila car elle y a fondé le premier couvent de carmes déchaux au XVIe siècle, avec saint Jean de la Croix. Elle y consacre un chapitre dans son ouvrage Les Fondations.

## Histoire

### Antiquité et Moyen Âge
Bien que la présence de pièces de monnaie et de poteries sur le lieu indique un habitat ancien, Duruelo est connu historiquement depuis la reconquête castillane et la venue de population venant du village de Duruelo de la Sierra de la Province de Soria. Son nom apparait pour la première fois dans le Cartulario de Silos, acte de donation du roi Alphonse VI de León daté de l'année 1076.

### Les Templiers
Les Templiers possédaient Duruelo comme l'atteste la donation faite par Alphonse XI de Castille le 5 février 1342 « du domaine, du village et du territoire de Duruelo qui sont du Temple » au monastère de Las Huelgas Reales de Valladolid (es).

### Le couvent des Carmes déchaux
Le 28 novembre 1568, Thérèse vient fonder à Duruelo, le premier couvent de frères Carmes suivant sa réforme de l'Ordre du Carmel. Cette fondation se fait très pauvrement aux dires mêmes de Thérèse, dans une simple maison, avec deux moines : Jean de la Croix et Antoine de Heredia. Thérèse, qui leur rend plusieurs visites, raconte avoir vu les deux frères carmes aller pieds nus dans la neige pour prêcher l'Évangile dans les hameaux voisins.
Les oppositions et conflits liés à la réforme Thérésienne ont des répercussions dans le couvent de Duruelo : dans la nuit du 2 décembre 1577, Jean de la Croix est fait prisonnier par une troupe de carmes armés opposés à la réforme des carmes déchaussés. Il est emmené à Tolède et enfermé dans un cachot du couvent. Durant neuf mois il subit des mauvais traitements, qu'il interrompt par son évasion. Après quatre années de tumultes, le calme revient dans l'Ordre du Carmel, et Jean de la Croix peut revenir dans son couvent de Duruelo.
Le 11 juin 1570 le couvent des carmes est transféré à Mancera et le couvent de Duruelo abandonné. Les ruines sont rachetées par l'Ordre des Carmes déchaux en 1612, mais le couvent n'est rebâti qu'en 1637. Le couvent est à nouveau abandonné lors de l'expulsion de tous les religieux espagnols en 1836. Les terrains sont rachetés par María de las Maravillas de Jesús en 1945 et un nouveau couvent de carmélites (le couvent Saint-Élie) est inauguré le 20 juillet 1947.

## Démographie
| 1842 | 1857 | 1910 | 1950 | 1991 | 1981 | 1996 | 2001 | 2006 | 2008 | 2010 | 2012 |
| ---- | ---- | ---- | ---- | ---- | ---- | ---- | ---- | ---- | ---- | ---- | ---- |
| 149  | 291  | 419  | 369  | 112  | 119  | 155  | 140  | 138  | 163  | 176  | 176  |

## Sites et patrimoine
L'église de la Nativité de Notre-Seigneur (Iglesia de la Natividad de Nuestra Señora) est classée au titre des monuments historiques espagnols, comme « bien culturel ». Elle comporte notamment un retable, œuvre peinte au XVIe siècle par un artiste anonyme appelé le maître de Duruelo, ainsi que des peintures d'Alonso de Herrera.

Église de la Nativité de Notre-Seigneur, classée Monument historique
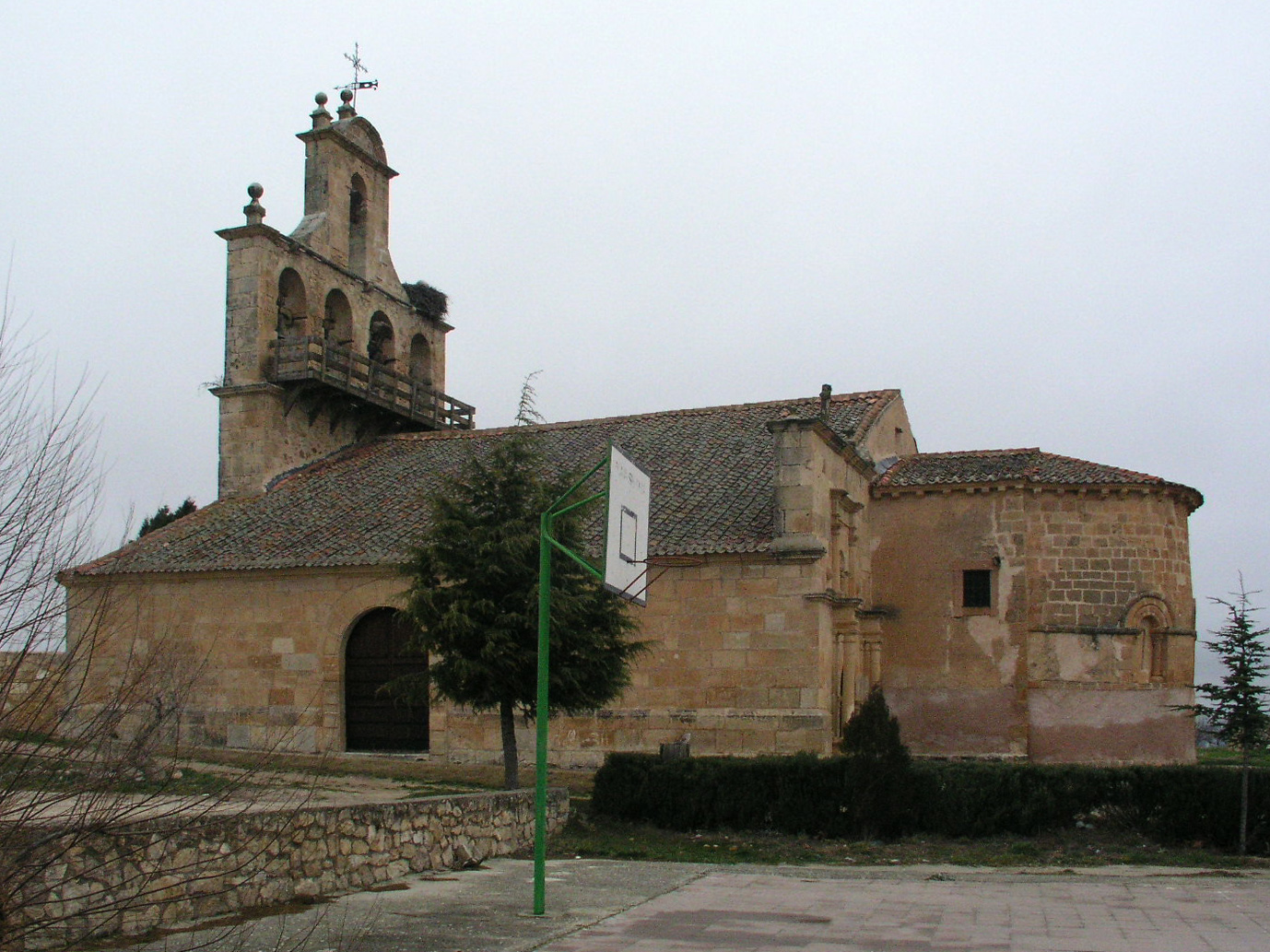
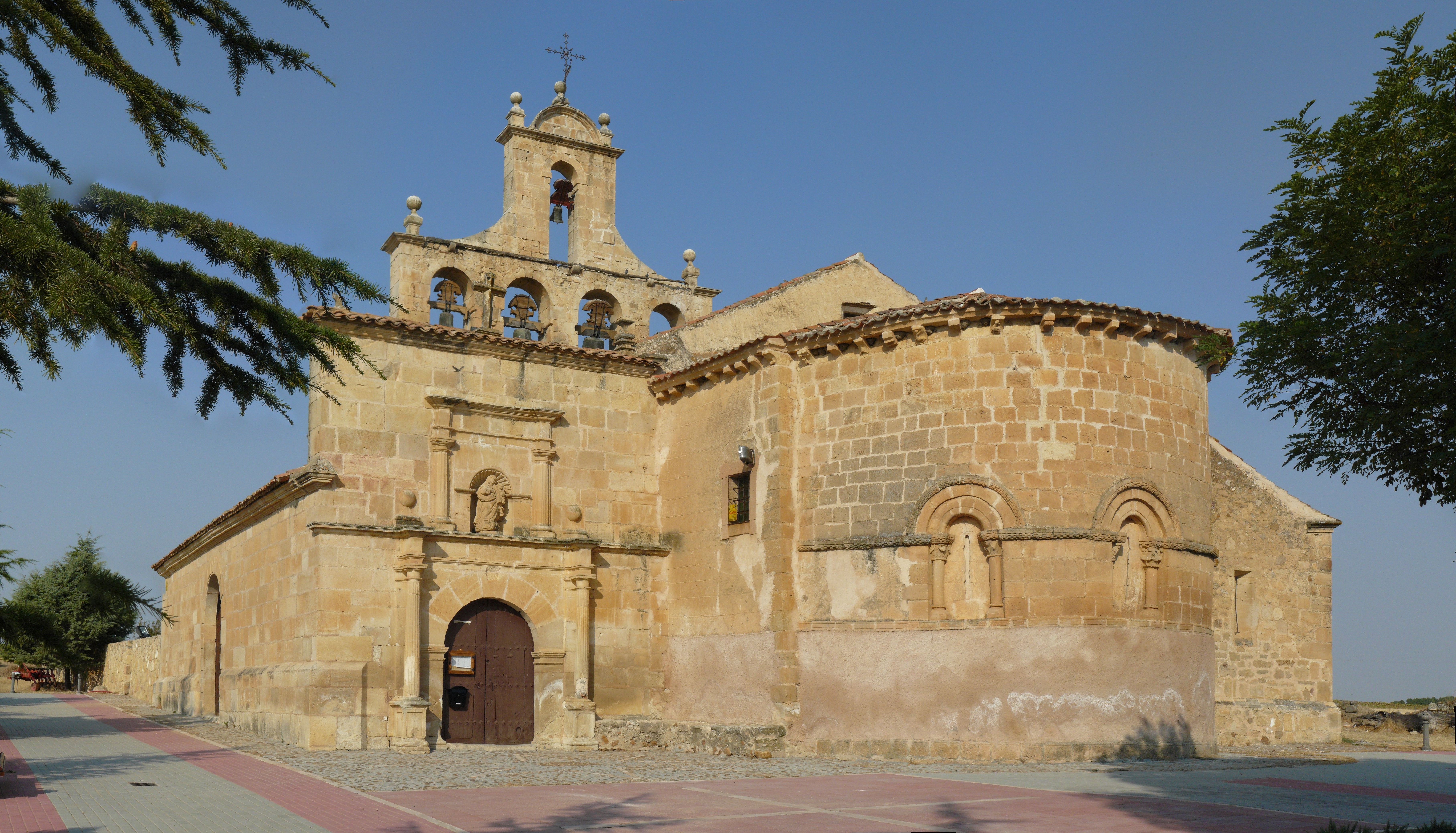
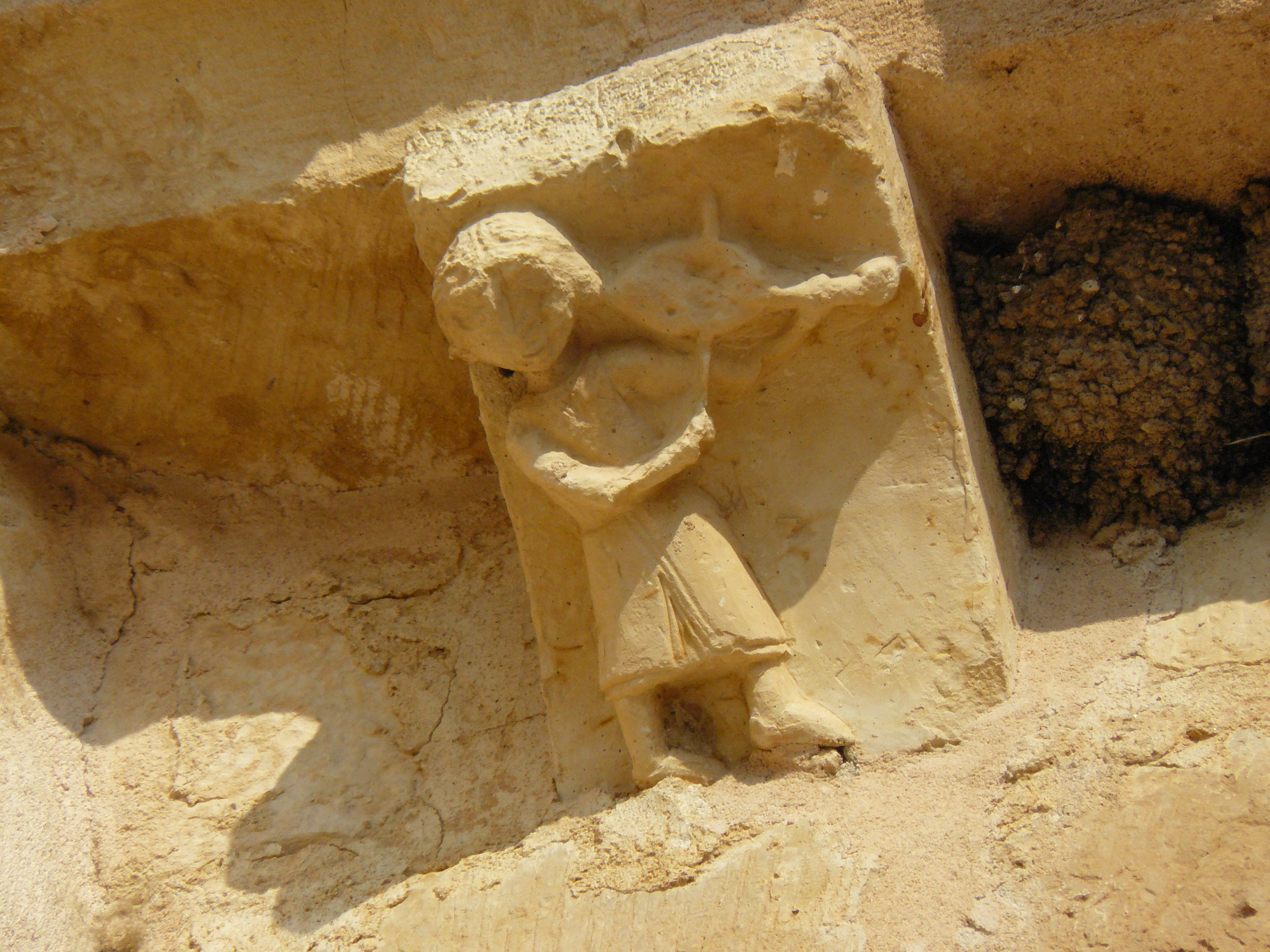

## Personnalité
- Saint Jean de la Croix fonde le premier couvent de carmes déchaux de la réforme thérésienne dans ce village.